# 대한농지개발영단
대한농지개발영단(大韓農地開發營團, Korea Farmland Development Agency)는 1943년 1월에 토지개량사업의 시행을 담당할 국가 대행기관인 조선농지개발영단으로 설립되어 해방 이후 정부수립 후에 대한농지개발영단으로 개칭되었다가 1950년 대통령의 해산 명령에 따라 해산하고 업무는 대한수리조합연합회에 인계하였다.